# AEG G.V
AEG G.V (firemní značení GZ 5) byl německý dvoumotorový dvouplošný bombardér vyvinutý z předchozího typu G.IV, který byl jen minimálně operačně využit v samém závěru první světové války. Po válce se používal již pouze k civilním účelům.

## Specifikace

### Technické údaje
- Osádka: 2–4 (1 pilot, 1–2 střelci a střelec/bombometčík)
- Rozpětí: 27,30 m
- Délka: 10,80 m
- Výška: 4,50 m
- Nosná plocha: 89,50 m²
- Hmotnost prázdného letounu: 2 700 kg
- Maximální vzletová hmotnost : 4 800 kg
- Motory: 2 × řadový šestiválec Mercedes D.IVa
- Výkon: 260 k (191 kW)

### Výkony
- Maximální rychlost: 145 km/h
- Dostup: 6 500 m
- Stoupavost: 168 m/min
- Dolet: 1 160 km

### Výzbroj
- 2 × kulomet LMG 08/15 (Spandau) ráže 7,92 mm
- 600 kg pum